# Piélagos
Piélagos là một đô thị trong tỉnh và cộng đồng tự trị Cantabria, Tây Ban Nha. Đô thị này có diện tích là 83,33 ki-lô-mét vuông, dân số năm 2009 là 21268 người với mật độ 255,23 người/km². Đô thị này có cự ly km so với tỉnh lỵ Santander.